# Wren Library

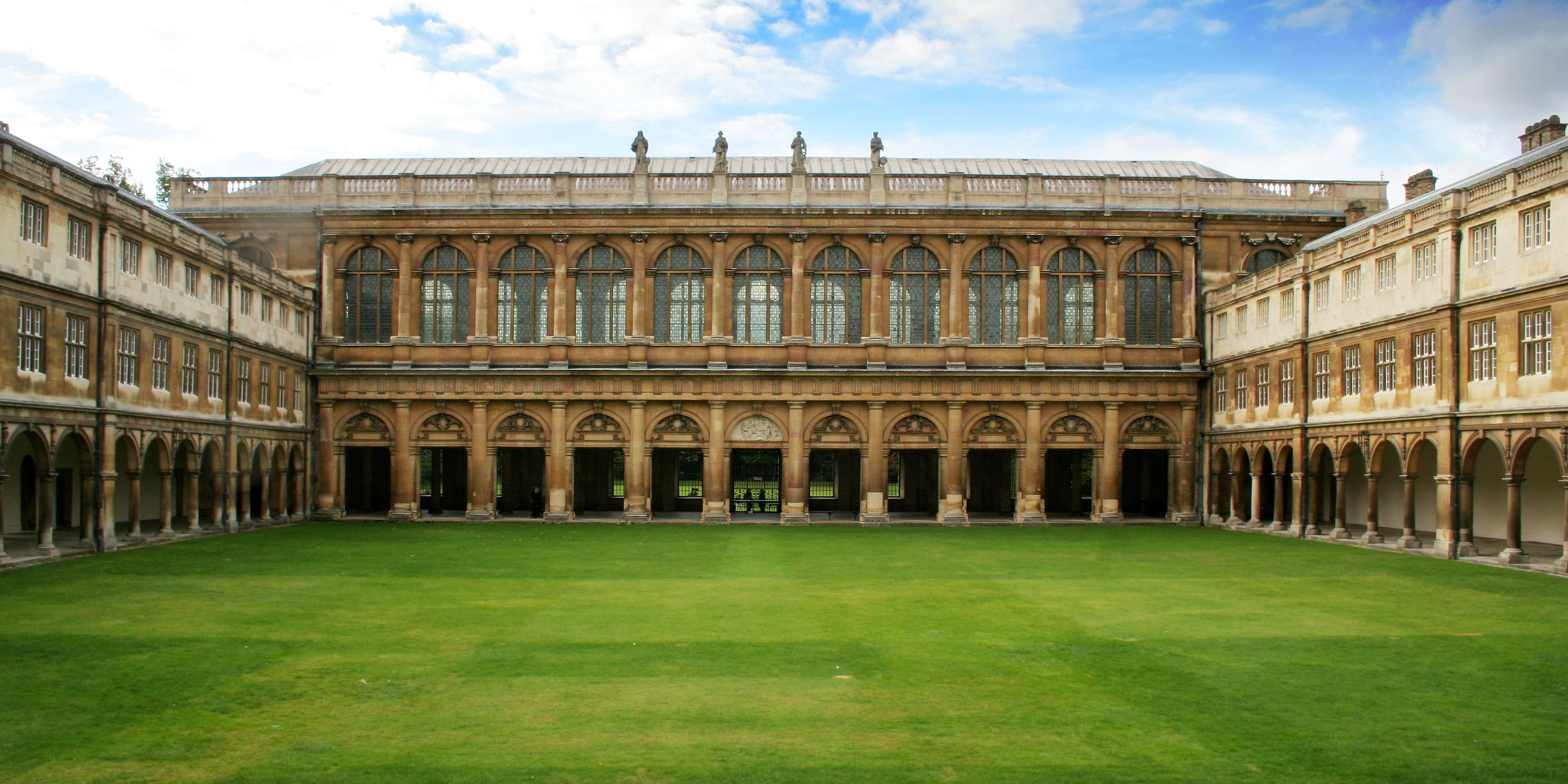
Sicht auf das Gebäude der Wren Bibliothek vom Nevile Court

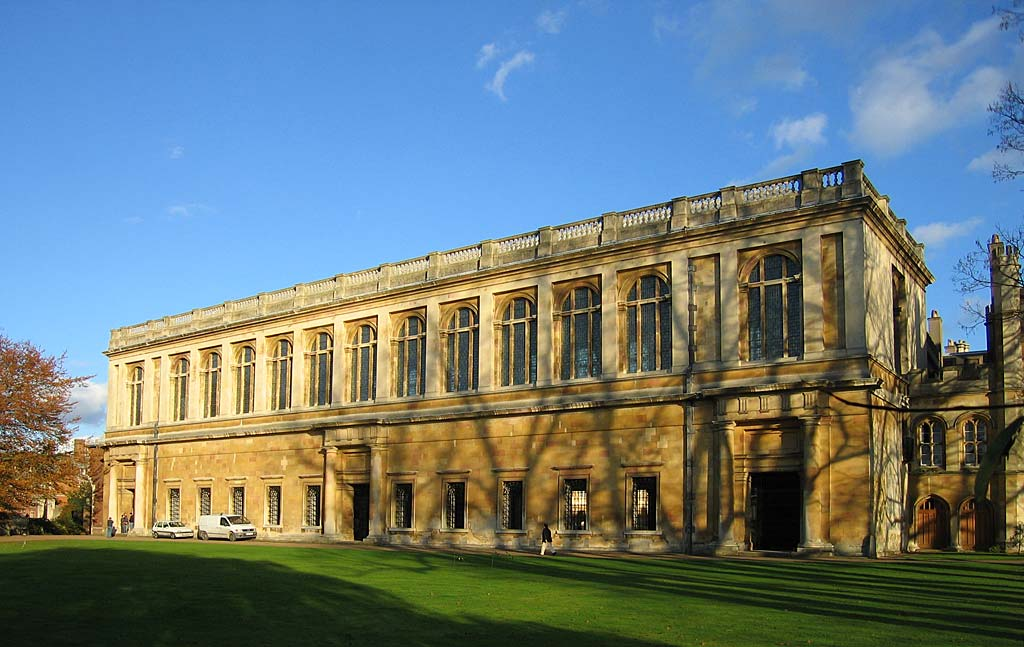
Sicht auf die rechte Fassadenseite vom Fluss Cam aus

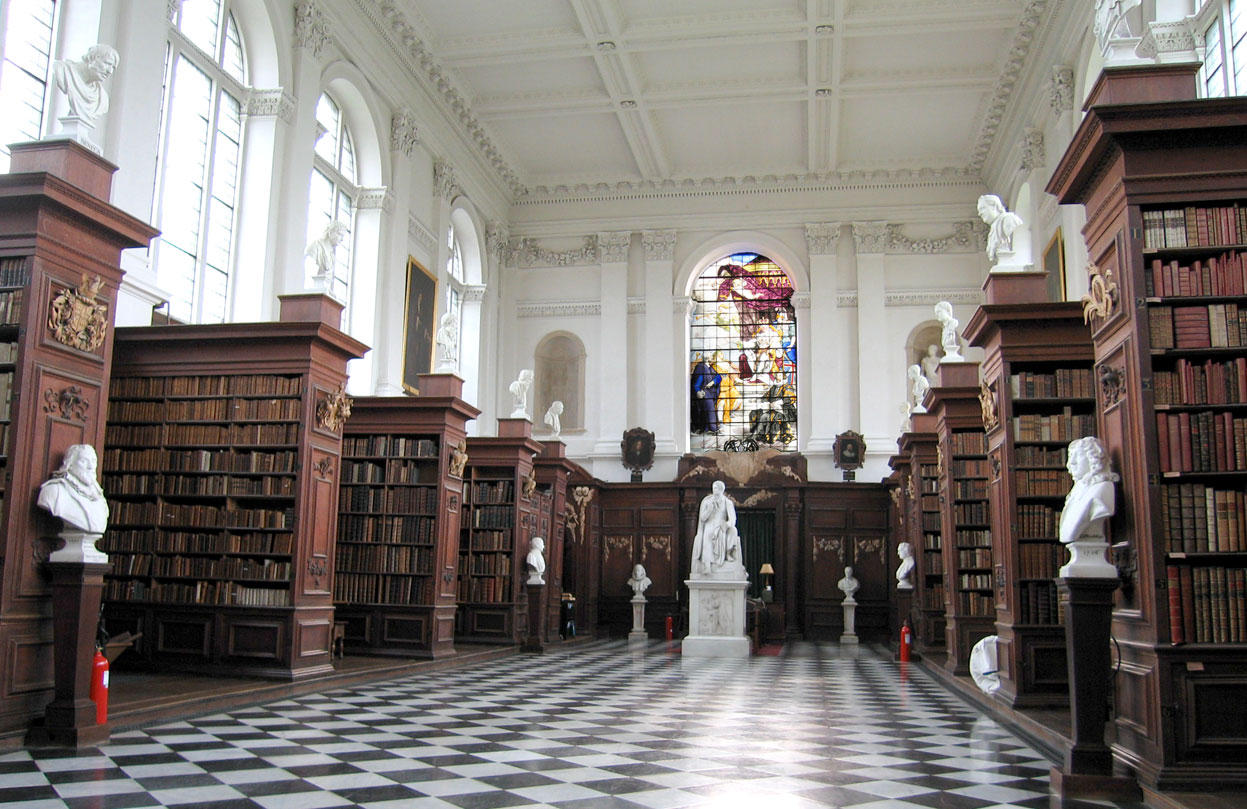
Innenansicht mit den Buchregalen

Die Wren Library ist die Bibliothek des Trinity College als Teil der Universität Cambridge in Cambridge.
Der Bibliotheksbau wurde von Christopher Wren 1676 entworfen und war 1695 beendet. Der Bau besteht aus einer großen Halle mit hohen Fenstern die viel Lichteinfall zulassen. Die Bücherregale enthalten an den Frontseiten Schnitzarbeiten von Grinling Gibbons. Die Bibliothek beherbergt über 1250 mittelalterliche Handschriften, darunter der große Eadwine Psalter aus dem 12. Jahrhundert aus der Kathedrale von Canterbury und die aus dem 13. Jahrhundert stammende anglo-normannische Trinity-Apokalypse. Vorhanden ist ferner von Isaac Newton: Philosophiae Naturalis Principia Mathematica mit handschriftlichen Notizen für die zweite Auflage.
Besonders zu nennen sind die Autographen von Alan Alexander Milne zu Pu der Bär und Pu baut ein Haus die hier ebenfalls bewahrt werden.
Die Bibliothek ist für die Öffentlichkeit zeitlich beschränkt zugänglich.

## Weblink
- Webseite des Trinity College zur Wren Library Wren Library